# Kritsada Kemdem
Kritsada Kemdem (* 1. September 1986) ist ein thailändischer Fußballspieler.

## Karriere
Kritsada Kemdem stand von 2013 bis 2015 beim Osotspa-Saraburi FC, den in 2015 umbenannten Osotspa M-150 Samut Prakan FC, unter Vertrag. Wo er vorher gespielt hat, ist unbekannt. Mit dem Verein spielte er in der ersten Liga des Landes, der Thai Premier League. Von 2013 bis 2015 absolvierte er 32 Erstligaspiele. 2016 wechselte er nach Chiangmai, wo er sich dem Chiangmai FC anschloss. Mit dem Klub spielte er in der zweiten Liga, der Thai Premier League Division 1. 2017 verpflichtete ihn der Phatthalung FC. Mit Phattalung spielte er in der vierten Liga, der Thai League 4. Hier trat der Klub in der Southern Region an.